# Estación de Villanueva de las Cruces
Villanueva de las Cruces fue una estación de ferrocarril situada en el municipio español de Villanueva de las Cruces, en la provincia de Huelva. Las instalaciones formaban parte de la línea Empalme-La Zarza, un ramal del ferrocarril de Tharsis. En la actualidad se conserva el edificio principal.

## Historia
En la década de 1880 la Tharsis Sulphur and Copper Company Limited puso en marcha la construcción de un ramal que conectase la mina de La Zarza con la vía general del ferrocarril de Tharsis, permitiendo así dar salida hasta la costa al mineral extraído. El trazado, que fue abierto al servicio en 1888, contaba con una serie de estaciones para gestionar el tráfico y servir como apartaderos para permitir el cruce de trenes. Una de ellas era la estación de Villanueva de las Cruces, levantada en el término municipal homónimo. A partir de la década de 1970 las instalaciones cayeron en desuso. El ramal se mantuvo en servicio hasta su cierre al tráfico en 1991, siendo levantadas las vías con posterioridad. A día de hoy la antigua estación es utilizada con fines particulares.